# Alex Paez

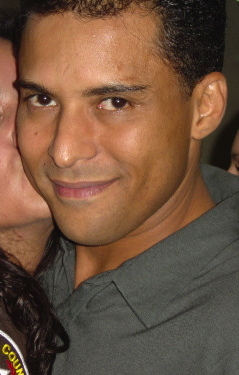
Alex Paez (2011)

Alex Paez (* 25. Juli 1963 in Queens, New York City, New York) ist ein US-amerikanischer Schauspieler und Synchronsprecher.

## Leben
Paez wurde am 25. Juli 1963 im New Yorker Stadtteil Queens geboren. Erste öffentliche Wahrnehmung erfuhr er zu Beginn der 1970er Jahre, als er in mehreren Fernseh-Werbespots zu sehen war. 1977 debütierte er im Kurzfilm The Magnificent Major als Filmschauspieler. Für seine Leistungen in der Mini-Musicalserie Unicorn Tales für NBC erhielt er 1979 einen Emmy als bester Darsteller. Weitere Preise erhielt Unicorn Tales als bestes Kinderprogramm und Regisseur Nicholas De Noia. Eine größere Filmrolle stellte er als Hector Estrada im Fernsehfilm Trainer des Jahres dar, der 1980 erschien.
Ab 1985 folgten regelmäßige Serienbesetzungen und Filmrollen in verschiedenen US-amerikanischen Produktionen. 1987 gab er sein Broadway-Debüt im Stück Roza. Mit dem Ende der 1980er Jahre zog er sich vorübergehend aus der Fernseh- und Filmindustrie zurück. Er ist seit dem 8. Januar 1997 mit Helen Wassell verheiratet. Ab 2001 folgten wieder Episodenrollen in unterschiedlichen Fernsehserien wie The District – Einsatz in Washington, New York Cops – NYPD Blue und The West Wing – Im Zentrum der Macht. 2002 stellte er in zwei Episoden der Fernsehserie CSI: Miami die Rolle des Detective Martin Puig dar. Im Fernsehzweiteiler Meteoriten – Apokalypse aus dem All wirkte er als Lieutenant Finn mit.
Als Synchronsprecher war Paez unter anderen 2018 im Computerspiel Red Dead Redemption 2 zu hören.

## Filmografie (Auswahl)
- 1977: The Magnificent Major (Kurzfilm)
- 1977: The Magic Hat
- 1978: Carnival Circus (Kurzfilm)
- 1978: Big Apple Birthday (Kurzfilm)
- 1978: Alex and the Wonderful Doo-Wah Lamp (Kurzfilm)
- 1979: NBC Special Treat (Fernsehserie, Episode 4x03)
- 1980: Trainer des Jahres (Coach of the Year, Fernsehfilm)
- 1980: Katmandu (Fernsehfilm)
- 1981: The Stowaway (Kurzfilm)
- 1985: Die Bill Cosby Show (The Cosby Show, Fernsehserie, Episode 1x16)
- 1985: Miami Vice (Fernsehserie, Episode 1x17)
- 1985: Ein Bett aus Asphalt (Stone Pillow, Fernsehfilm)
- 1986: Street Hunter (Fernsehfilm)
- 1986: Kay O’Brien (Fernsehserie, Episode 1x08)
- 1988: Tattingers (Fernsehserie, Episode 1x07)
- 1989: Hawk (Fernsehserie, Episode 1x05)
- 2001: The District – Einsatz in Washington (The District, Fernsehserie, Episode 1x18)
- 2001: New York Cops – NYPD Blue (NYPD Blue, Fernsehserie, Episode 9x08)
- 2002: The West Wing – Im Zentrum der Macht (The West Wing, Fernsehserie, Episode 4x03)
- 2002: CSI: Miami (Fernsehserie, 2 Episoden)
- 2003: Charmed – Zauberhafte Hexen (Charmed, Fernsehserie, Episode 5x11)
- 2003: Monk (Fernsehserie, Episode 2x02)
- 2005: Boston Legal (Fernsehserie, Episode 1x11)
- 2005: Welcome, Mrs. President (Commander in Chief, Fernsehserie, Episode 1x08)
- 2006: Mystery Woman (Fernsehserie, Episode 2x03)
- 2007: Pandemic – Tödliche Erreger (Pandemic, Fernsehfilm)
- 2008: A Gunfighter’s Pledge (Fernsehfilm)
- 2008: USS Montana – Countdown unter Wasser (Depth Charge, Fernsehfilm)
- 2009: Meteoriten – Apokalypse aus dem All (Meteor, Fernsehzweiteiler)
- 2012: Rosita Lopez for President (Kurzfilm)
- 2012: Blackout – Die totale Finsternis (Blackout, Fernsehserie, 2 Episoden)
- 2013: Late Bloomers (Fernsehserie)
- 2015: Marvel’s Agents of S.H.I.E.L.D. (Fernsehserie, Episode 2x17)

## Synchronisationen (Auswahl)
- 2018: Red Dead Redemption 2 (Computerspiel)

## Theater (Auswahl)
- 1987: Roza, Regie: Harold Prince, Royale Theater
- 1991: Buddy – The Buddy Holly Story